# Gare de Finhaut
La gare de Finhaut est une gare ferroviaire située sur le territoire de la commune suisse de Finhaut, dans le canton du Valais.

## Situation ferroviaire
Établie à 1 224 mètres d'altitude, la gare de Finhaut est située au point kilométrique 14,71 de la ligne à écartement métrique de Martigny au Châtelard.

## Histoire

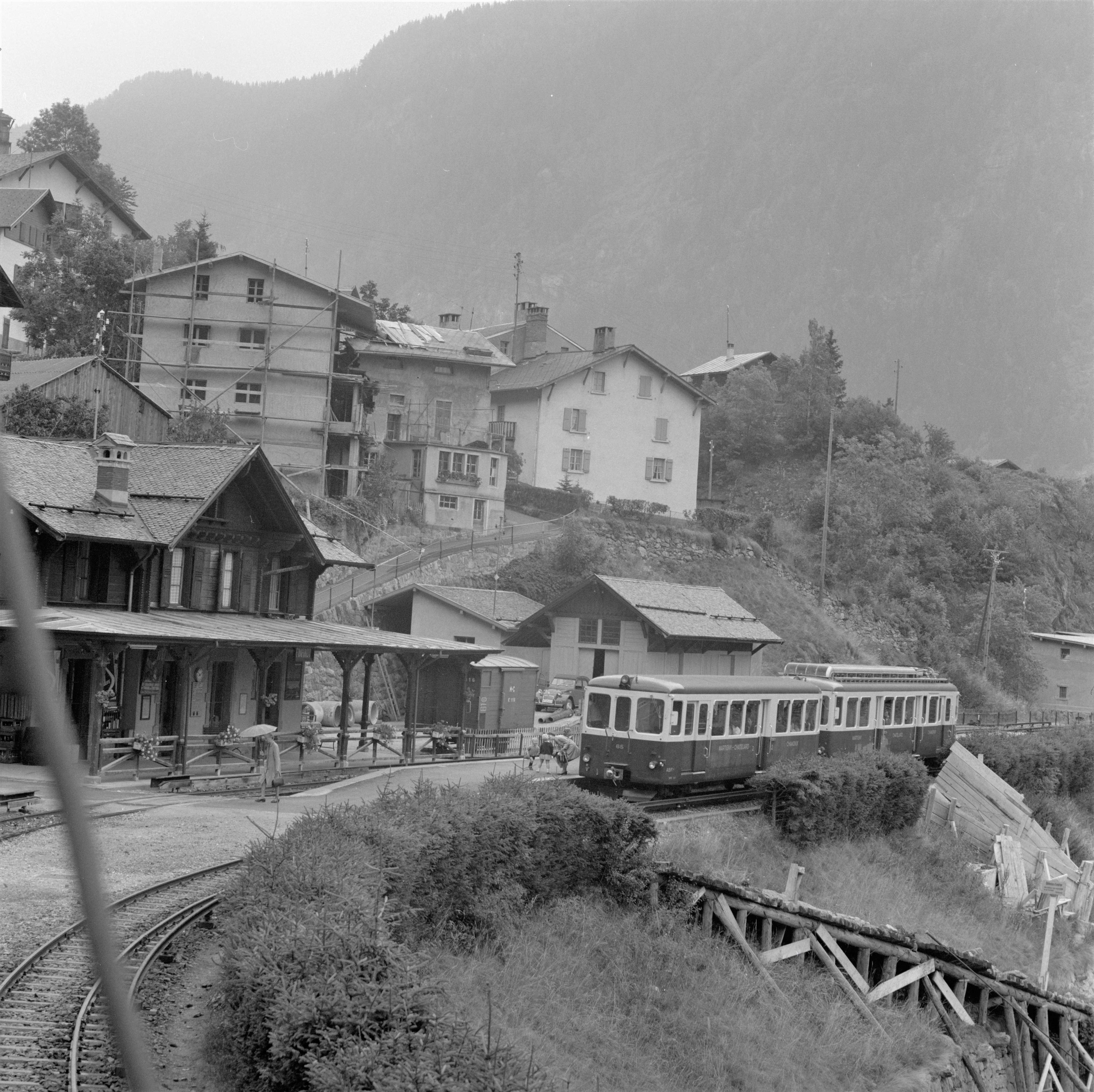
La gare en 08 1968.

La gare du Finhaut a été mise en service en 1906 avec le chemin de fer de Martigny au Châtelard,,.
Comme l'ensemble de la ligne à l'origine, les voies en gare de Finhaut étaient électrifiées par troisième rail. Ce n'est qu'en 2012 que la caténaire a été installée dans la gare ainsi que sur les sections adjacentes sur plusieurs centaines de mètres. Néanmoins, le troisième rail est toujours présent sur le restant des sections entre le Châtelard VS et Finhaut ainsi qu'entre Finhaut et Le Trétien,,.

## Service des voyageurs

### Accueil
Gare des TMR, elle est dotée d'un petit bâtiment voyageurs et d'un distributeur automatique de titres de transport.
La gare est accessible aux personnes à mobilité réduite.

### Desserte
La gare de Finhaut est desservie toutes les heures par les trains Regio reliant Martigny à Vallorcine. En heure de pointe du soir, un train supplémentaire complète la cadence entre Martigny et le Châtelard-Frontière.

### Intermodalité
La gare est en correspondance avec la ligne 230, exploitée par les TMR, et reliant la gare de Finhaut au lac d'Emosson de fin juin à fin août.